# 15e étape du Tour d'Italie 2014
Pour un article plus général, voir Tour d'Italie 2014.
La 15e étape du Tour d'Italie 2014 s'est déroulée le dimanche 25 mai 2014. D'une distance de 225 km, elle part de la ville de Valdengo et se termine à la station de ski de Montecampione.

## Déroulement de la course
Dans la dernière ascension, le Colombien Julián Arredondo (Trek Factory Racing) place une accélération. Il revient sur l'Australien Adam Hansen (Lotto-Belisol) puis sur le Portugais André Cardoso (Garmin-Sharp). Derrière eux, l'Irlandais Philip Deignan (Sky) attaque à son tour à treize kilomètres du sommet. Il rejoint rapidement les deux fuyards puis les dépose. Il prend 25 s d'avance mais derrière lui le Français Pierre Rolland (Europcar) réagit. Ce dernier revient sur Deignan. Dans le peloton, les favoris s'observent. L'Italien Fabio Aru (Astana) décide d'attaquer à trois kilomètres du sommet. Le seul coureur à pouvoir le suivre est le Colombien Rigoberto Urán (Omega Pharma-Quick Step), porteur du maillot rose. Rapidement, ils rejoignent un autre Colombien Fabio Duarte (Colombia), parti en contre, et reviennent sur les deux hommes de tête. Un troisième Colombien, Nairo Quintana, réagit derrière eux. On assiste à un regroupement en tête puis Aru accélère à nouveau. Il part seul en tête. Derrière, Quintana, Rolland et Duarte lâchent alors Uran et Deignan. Aru s'impose devant Duarte, Quintana et Rolland, tous les trois à une vingtaine de secondes.

## Résultats

### Classement de l'étape
|    | Coureur           | Pays      | Équipe                       |    | Temps           |
| -- | ----------------- | --------- | ---------------------------- | -- | --------------- |
| 1  | Fabio Aru         | Italie    | Astana                       | en | 5 h 33 min 06 s |
| 2  | Fabio Duarte      | Colombie  | Colombia                     |    | 21 s            |
| 3  | Nairo Quintana    | Colombie  | Movistar                     |    | 22 s            |
| 4  | Pierre Rolland    | France    | Europcar                     |    | 22 s            |
| 5  | Rigoberto Urán    | Colombie  | Omega Pharma-Quick Step      |    | 42 s            |
| 6  | Rafał Majka       | Pologne   | Tinkoff-Saxo                 |    | 57 s            |
| 7  | Franco Pellizotti | Italie    | Androni Giocattoli-Venezuela |    | 1 min 08 s      |
| 8  | Daniel Moreno     | Espagne   | Katusha                      |    | 1 min 08 s      |
| 9  | Ryder Hesjedal    | Canada    | Garmin-Sharp                 |    | 1 min 13 s      |
| 10 | Cadel Evans       | Australie | BMC Racing                   |    | 1 min 13 s      |

### Points attribués
|   | Cycliste       | Pays   | Équipe        | Points |
| - | -------------- | ------ | ------------- | ------ |
| 1 | Daniele Ratto  | Italie | Cannondale    | 8      |
| 2 | Enrico Barbin  | Italie | Bardiani CSF  | 4      |
| 3 | Damiano Cunego | Italie | Lampre-Merida | 1      |

|    | Cycliste          | Pays      | Équipe                       | Points |
| -- | ----------------- | --------- | ---------------------------- | ------ |
| 1  | Fabio Aru         | Italie    | Astana                       | 15     |
| 2  | Fabio Duarte      | Colombie  | Colombia                     | 12     |
| 3  | Nairo Quintana    | Colombie  | Movistar                     | 9      |
| 4  | Pierre Rolland    | France    | Europcar                     | 7      |
| 5  | Rigoberto Urán    | Colombie  | Omega Pharma-Quick Step      | 6      |
| 6  | Rafał Majka       | Pologne   | Tinkoff-Saxo                 | 5      |
| 7  | Franco Pellizotti | Italie    | Androni Giocattoli-Venezuela | 4      |
| 8  | Daniel Moreno     | Espagne   | Katusha                      | 3      |
| 9  | Ryder Hesjedal    | Canada    | Garmin-Sharp                 | 2      |
| 10 | Cadel Evans       | Australie | BMC Racing                   | 1      |

### Cols et côtes
- Ascension de Montecampione, 1re catégorie (km 225)

|   | Cycliste          | Pays     | Équipe                       | Points |
| - | ----------------- | -------- | ---------------------------- | ------ |
| 1 | Fabio Aru         | Italie   | Astana                       | 32     |
| 2 | Fabio Duarte      | Colombie | Colombia                     | 20     |
| 3 | Nairo Quintana    | Colombie | Movistar                     | 14     |
| 4 | Pierre Rolland    | France   | Europcar                     | 10     |
| 5 | Rigoberto Urán    | Colombie | Omega Pharma-Quick Step      | 7      |
| 6 | Rafał Majka       | Pologne  | Tinkoff-Saxo                 | 4      |
| 7 | Franco Pellizotti | Italie   | Androni Giocattoli-Venezuela | 2      |
| 8 | Daniel Moreno     | Espagne  | Katusha                      | 1      |

## Classements à l'issue de l'étape

### Classement général
|    | Cycliste           | Pays      | Équipe                  |    | Temps            |
| -- | ------------------ | --------- | ----------------------- | -- | ---------------- |
| 1  | Rigoberto Urán     | Colombie  | Omega Pharma-Quick Step | en | 63 h 26 min 39 s |
| 2  | Cadel Evans        | Australie | BMC Racing              | +  | 1 min 03 s       |
| 3  | Rafał Majka        | Pologne   | Tinkoff-Saxo            |    | 1 min 50 s       |
| 4  | Fabio Aru          | Italie    | Astana                  |    | 2 min 24 s       |
| 5  | Nairo Quintana     | Colombie  | Movistar                |    | 2 min 40 s       |
| 6  | Domenico Pozzovivo | Italie    | AG2R La Mondiale        |    | 2 min 42 s       |
| 7  | Wilco Kelderman    | Pays-Bas  | Belkin                  |    | 3 min 04 s       |
| 8  | Pierre Rolland     | France    | Europcar                |    | 4 min 47 s       |
| 9  | Robert Kišerlovski | Croatie   | Trek Factory Racing     |    | 5 min 44 s       |
| 10 | Wout Poels         | Pays-Bas  | Omega Pharma-Quick Step |    | 6 min 32 s       |

### Classement par points
|   | Cycliste        | Pays   | Équipe              | Points |
| - | --------------- | ------ | ------------------- | ------ |
| 1 | Nacer Bouhanni  | France | FDJ.fr              | 251    |
| 2 | Giacomo Nizzolo | Italie | Trek Factory Racing | 225    |
| 3 | Elia Viviani    | Italie | Cannondale          | 173    |

### Classement du meilleur grimpeur
|   | Cycliste         | Pays     | Équipe              | Points |
| - | ---------------- | -------- | ------------------- | ------ |
| 1 | Julián Arredondo | Colombie | Trek Factory Racing | 75     |
| 2 | Tim Wellens      | Belgique | Lotto-Belisol       | 57     |
| 3 | Diego Ulissi     | Italie   | Lampre-Merida       | 39     |

### Classement du meilleur jeune
|   | Cycliste       | Pays     | Équipe       |    | Temps            |
| - | -------------- | -------- | ------------ | -- | ---------------- |
| 1 | Rafał Majka    | Pologne  | Tinkoff-Saxo | en | 63 h 28 min 29 s |
| 2 | Fabio Aru      | Italie   | Astana       | +  | 34 s             |
| 3 | Nairo Quintana | Colombie | Movistar     |    | 50 s             |

### Classements par équipes

#### Classement aux temps
|   | Équipe                  | Pays       |    | Temps             |
| - | ----------------------- | ---------- | -- | ----------------- |
| 1 | Omega Pharma-Quick Step | Belgique   | en | 189 h 51 min 36 s |
| 2 | AG2R La Mondiale        | France     | +  | 1 min 54 s        |
| 3 | BMC Racing              | États-Unis |    | 8 min 15 s        |

#### Classement aux points
|   | Équipe                  | Pays       | Points |
| - | ----------------------- | ---------- | ------ |
| 1 | Lampre-Merida           | Italie     | 247    |
| 2 | Omega Pharma-Quick Step | Belgique   | 222    |
| 3 | Trek Factory Racing     | États-Unis | 208    |

### Autres classements
|   | Cycliste       | Pays   | Équipe                       | Points |
| - | -------------- | ------ | ---------------------------- | ------ |
| 1 | Marco Bandiera | Italie | Androni Giocattoli-Venezuela | 32     |
| 2 | Andrea Fedi    | Italie | Neri Sottoli                 | 26     |
| 2 | Elia Viviani   | Italie | Cannondale                   | 19     |

|   | Cycliste        | Pays   | Équipe              | Points |
| - | --------------- | ------ | ------------------- | ------ |
| 1 | Nacer Bouhanni  | France | FDJ.fr              | 28     |
| 2 | Diego Ulissi    | Italie | Lampre-Merida       | 25     |
| 3 | Giacomo Nizzolo | Italie | Trek Factory Racing | 25     |

|   | Cycliste        | Pays   | Équipe              | Points |
| - | --------------- | ------ | ------------------- | ------ |
| 1 | Nacer Bouhanni  | France | FDJ.fr              | 14     |
| 2 | Diego Ulissi    | Italie | Lampre-Merida       | 10     |
| 3 | Giacomo Nizzolo | Italie | Trek Factory Racing | 7      |

|   | Cycliste           | Pays     | Équipe                       | Points |
| - | ------------------ | -------- | ---------------------------- | ------ |
| 1 | Andrea Fedi        | Italie   | Neri Sottoli                 | 608    |
| 2 | Marco Bandiera     | Italie   | Androni Giocattoli-Venezuela | 504    |
| 3 | Maarten Tjallingii | Pays-Bas | Belkin                       | 391    |

| \| \| Cycliste \| Pays \| Équipe \| Points \| \| - \| -------------- \| ------ \| ------------- \| ------ \| \| 1 \| Nacer Bouhanni \| France \| FDJ.fr \| 14 \| \| 2 \| Diego Ulissi \| Italie \| Lampre-Merida \| 12 \| \| 3 \| Fabio Aru \| Italie \| Astana \| 8 \| |                |        |               |        |
| | Cycliste       | Pays   | Équipe        | Points |
| 1 | Nacer Bouhanni | France | FDJ.fr        | 14     |
| 2 | Diego Ulissi   | Italie | Lampre-Merida | 12     |
| 3 | Fabio Aru      | Italie | Astana        | 8      |

## Abandons
- Mitchell Docker (Orica-GreenEDGE) : abandon
- Dylan van Baarle (Garmin-Sharp) : non-partant